# 神戸電鉄神戸高速線
神戸高速線（こうべこうそくせん）は、兵庫県神戸市兵庫区の新開地駅から湊川駅に至る神戸電鉄の鉄道路線である。駅ナンバリングで使われる路線記号はKB。全区間にわたり神戸高速鉄道が第三種鉄道事業者となっており、神戸電鉄が第二種鉄道事業者として列車を運行している。神戸高速鉄道としての路線名は南北線であり、2010年9月30日まではこの名前で営業されていた。なお、神戸国際港都建設法及び都市計画法等に基づく都市高速鉄道としての名称は「都市高速鉄道4号湊川線」である。

## 概要
有馬線のターミナル駅となっていながら他線と連絡していなかった湊川駅と、直結構想があった阪神・阪急・山陽電気鉄道の各線を接続するために神戸高速鉄道により建設された路線である。
全線が地下線となっているが、元々は高架線で国鉄（当時）神戸駅に接続する計画であり（地図を見ると、湊川公園の東側から神戸駅まで「し」の字型に伸びる道路があり、当初計画されていた南北線のルートとほぼ一致する。神戸駅から三ノ宮駅方面へ乗り入れる構想もあったとされる）、1949年には神戸電鉄がこの区間の免許を取得していた。しかし、高架線で都心部を分断する計画となっていたことに加え、地下線に変更した場合に神戸駅まで接続するのが技術的に困難であることから、最終的に新開地駅で各線と接続する形態へと改められた。免許取得から1968年の開業まで20年近い期間を要したのはこれが一つの原因とされている。
当路線は、ケーブルカーなどを除いた普通鉄道としては日本一営業キロの短い鉄道路線である。

### 路線データ
- 管轄（事業種別）：神戸電鉄（第二種鉄道事業者）・神戸高速鉄道（第三種鉄道事業者）
- 路線距離（営業キロ）：0.4 km[4]
- 軌間：1,067 mm[4]
- 駅数：2駅（起終点駅含む）[4]
- 複線区間：全線
- 電化区間：全線電化（直流1,500 V）
- IC乗車カード対応区間：
  - PiTaPaエリア：全線

神戸高速鉄道は第三種鉄道事業者として南北線を保有し、神戸電鉄が第二種鉄道事業者として列車を運行している。

## 運行形態
すべての列車が有馬線や粟生線と一体的に運行されている。阪神・阪急の神戸高速線（神戸高速鉄道東西線）とは軌間が異なり直通運転はできない。

## 歴史
- 1949年（昭和24年）：神戸電鉄が神戸 - 湊川間の免許を取得[1]。
- 1965年（昭和40年）：神戸電鉄の免許を神戸高速鉄道が譲受[2]。
- 1968年（昭和43年）4月7日：神戸高速鉄道南北線として新開地 - 湊川間が開業。神戸電鉄が乗り入れ開始[5]。
- 1988年（昭和63年）4月1日：神戸電鉄が鉄道事業法に基づく第二種鉄道事業免許を取得、同社の「神戸高速線」となる[6]。
  - 神戸高速鉄道は第三種鉄道事業者となるが、運転業務と施設管理業務を神戸高速鉄道が神鉄から受託し、運賃制度が据え置かれた上で、委託契約により神戸高速鉄道が神戸高速線の運賃相当額を得る形となったため、実質的な運行形態は地方鉄道法時代と変わらなかった（「神戸高速鉄道#鉄道事業法の施行に伴う運営形態の変更」参照）。
- 1995年（平成7年）1月17日：阪神・淡路大震災で被災。同年6月22日復旧[7]。
- 2010年（平成22年）10月1日：運営体制が変更され、神戸高速鉄道に委託されていた駅や施設の管理を神戸電鉄が引き継ぐ（駅業務は阪神神戸高速線構内と一体的に阪急レールウェイサービス〈後に阪神電気鉄道〉に委託）。

## 駅一覧
- 駅番号は2014年4月1日に導入[8]。
- 全駅兵庫県神戸市兵庫区内に所在。
- 全列車神戸電鉄有馬線に直通運転。
- 当線内では全列車が各駅に停車する。列車種別および湊川以北の停車駅については「神戸電鉄有馬線」を参照のこと。

| 駅番号 | 駅名     | 営業キロ | 接続路線                                                                     |
| ------ | -------- | -------- | ---------------------------------------------------------------------------- |
| KB01   | 新開地駅 | 0.0      | 阪神電気鉄道： 神戸高速線（HS 36） 阪急電鉄： 神戸高速線（HS 36）            |
| KB02   | 湊川駅   | 0.4      | 神戸電鉄： 有馬線（直通） 神戸市営地下鉄： 西神・山手線（湊川公園駅）（S06） |